# Morsø Gymnasium
Morsø Gymnasium er et gymnasium i Nykøbing Mors.
Gymnasiet blev etableret som et kommunalt gymnasium den 12. august 1941 på initiativ af en gruppe borgere i byen. Gymnasiets nuværende bygninger blev taget i brug 9. august 1982. Fra 1970 til 2007 blev gymnasiet drevet af Viborg Amt, men har siden 2007 været en selvejende instituion.
Gymnasiet har 280 elever (2018), og rektor er Ann Balleby. Som har taget over fra år 2021, hvor tidligere rektor var Kurt Sonne Thomsen

## Kendte studenter
- 1955: Ejgil Søholm, forfatter
- 1968: Jørgen Søndergaard, økonom
- 1969: Johannes Riis, forlægger
- 1981: Anders Thyrring Andersen, forfatter
- 1982: Mogens Jensen, politiker
- 1986: Niels Hvass, møbeldesigner
- 1993: Inger Støjberg, politiker